# خلعت‌آباد
خلعت‌آباد ، روستایی از توابع بخش مرکزی شهرستان کبودرآهنگ در استان همدان ایران است.
روستای خلعت آباد در دهستان حاجی لو از توابع شهرستان کبودرآهنگ می باشد مردم این روستا به ترکی سخن می‌گویند 
تعداد کمی از مردم این روستا کشاورز هستند و اکثر مردم آن کامیون دار و راننده هستند به طوری که بزرگترین جمعیت روستایی کامیون دار ایران روستای خلعت آباد است.

## جمعیت
این روستا در دهستان حاجی لو قرار دارد و براساس سرشماری مرکز آمار ایران در سال ۱۳۹۵، جمعیت آن ۸۹۲ نفر (۲۲۷خانوار) بوده‌است.